# Саксен-Гота

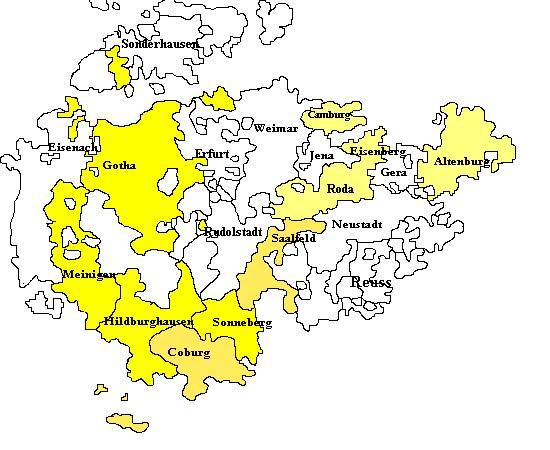
Герцогство Саксен-Гота в 1680 году до раздела на семь герцогств

Саксен-Гота (нем. Sachsen-Gotha) — эрнестинское герцогство на территории современной федеральной земли Тюрингия, основанное в 1640 году и в 1672 году преобразованное в связи с расширением территории в Саксен-Гота-Альтенбург. В 1680 году в ходе раздела наследства было разделено на семь герцогств.

## История
Герцогство Саксен-Гота появилось в 1640 году при разделе наследства герцогства Саксен-Веймар и отошло герцогу Эрнсту I Саксен-Готскому, предпоследнему сыну Иоганна III.

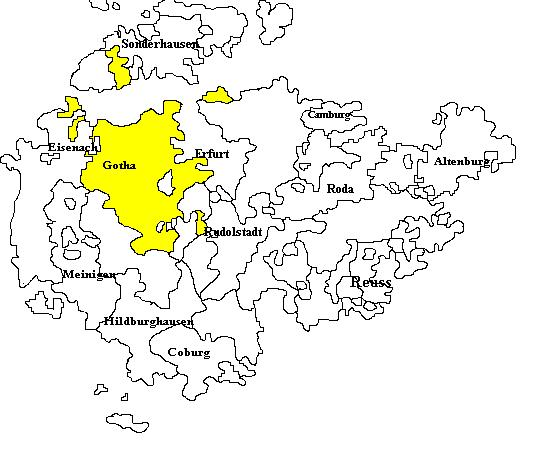
Саксен-Гота

Своей резиденцией Эрнст I выбрал Готу. За 35 лет своего правления ему удалось значительно расширить его границы:
- после угасания линии Саксен-Эйзенах в 1645 году добавилась половина владений Саксен-Эйзенаха,
- в 1660 году добавилась часть окончательно поделенного графства Хеннеберг,
- после угасания линии Саксен-Альтенбург в 1672 году добавились три четверти альтенбургских земель, включая Кобург. Герцогство с этого момента стало именоваться Саксен-Гота-Альтенбург.

Герцог Эрнст I умер в 1675 году, его семь сыновей первоначально стали соправителями, поскольку эрнестинцы до этого момента отвергали примогенитуру. По желанию отца дела герцогства вёл старший сын Фридрих I. Попытка держать общий двор в замке Фриденштайн в Готе оказалась неудачной, и в 1680 году наследство было поделено между семью братьями:

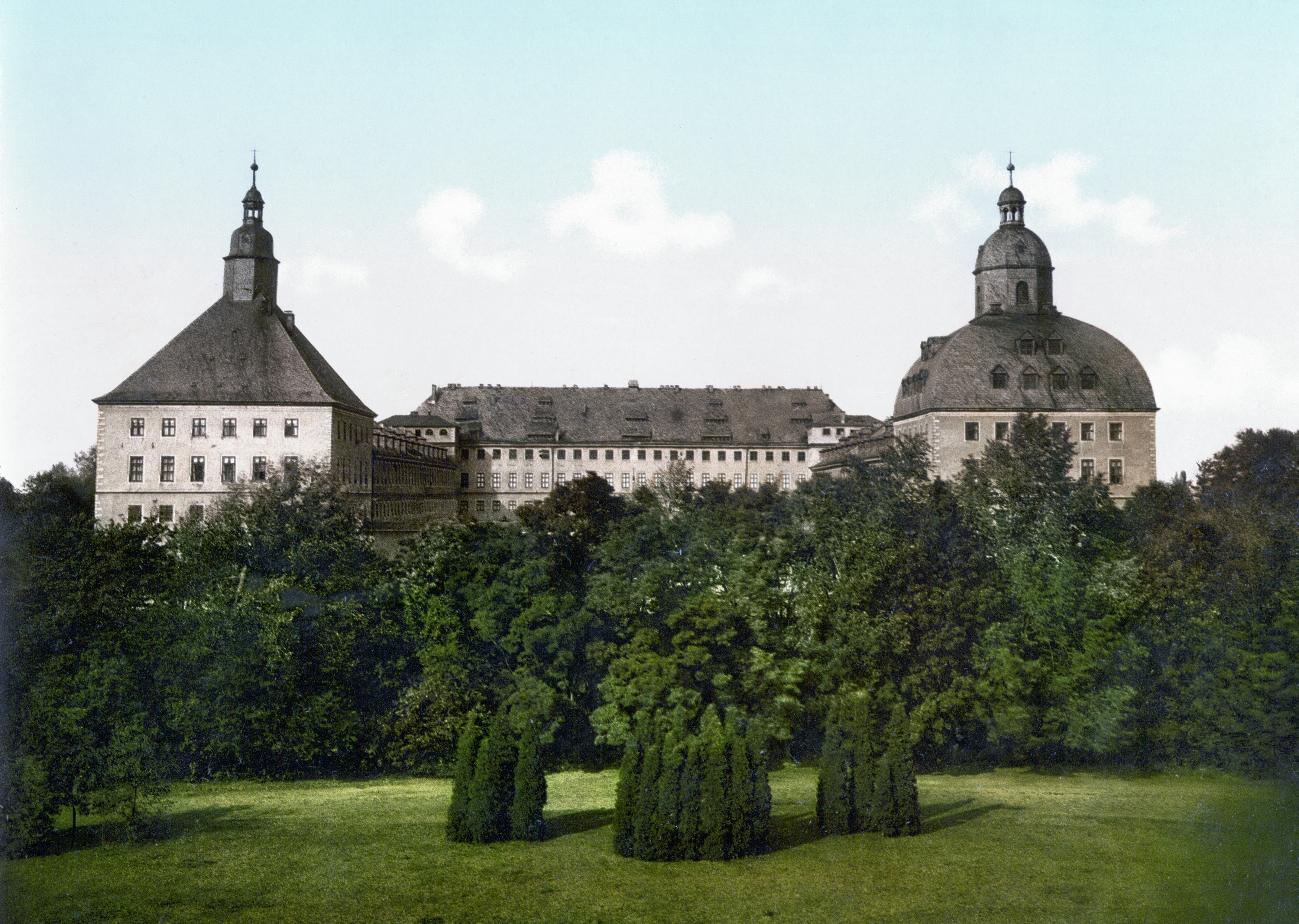
Фриденштайнский дворец в Готе, построен в 1643—1654 годах как резиденция герцогов Саксен-Готы

1. Фридрих (1646—1691) получил уменьшенный Саксен-Гота-Альтенбург
2. Альбрехт (1648—1699) получил Саксен-Кобург
3. Бернгард I (1649—1706) получил Саксен-Мейнинген
4. Генрих (1650—1710) получил Саксен-Рёмгильд
5. Кристиан (1653—1707) получил Саксен-Эйзенберг
6. Эрнст (1655—1715) получил Саксен-Гильдбурггаузен
7. Иоганн Эрнст (1658—1729) получил Саксен-Заальфельд.

## Герцоги Саксен-Готы
1. 1640—1674 Эрнст I Благочестивый (1601—1675), сын Иоганна Саксен-Веймарского